# Amelia Green
Amelia Green (sinh ngày 13 tháng 9 năm 1991) là một cầu thủ bóng đá Antigua chơi ở vị trí hậu vệ.